# 松祥街道
松祥街道是中国黑龙江省哈尔滨市松北区下辖的一个街道，2017年4月从松北街道析出。辖世纪花园、世茂滨江、盛世家园3个社区，实行街道办事处管社区居委会的管理体制。